# 倫卡伊爾伊爾韋伊鄉
47°22′N 24°59′E / 47.367°N 24.983°E
倫卡伊爾伊爾韋伊鄉（羅馬尼亞語：Comuna Lunca Ilvei, Bistrița-Năsăud），是羅馬尼亞的鄉份，位於該國西北部，由比斯特里察-訥瑟烏德縣負責管轄，面積94平方公里，海拔高度682米，2007年人口3,280，人口密度每平方公里35人。